# J. R. Sweezy
(en) Statistiques sur pro-football-reference
J. R. Sweezy (né le 8 avril 1989 à Mooresville dans l'État de Caroline du Nord aux États-Unis) est un joueur américain de football américain qui a évolué au poste d'offensive guard.

## Biographie
Il a joué avec le Wolfpack de l'Université d'État de Caroline du Nord de 2008 à 2011 comme linebacker, defensive end et defensive tackle.
Avant la draft 2012 de la NFL, son profil en tant que lineman défensif n'est pas très recherché par les équipes de la NFL. L'entraîneur de la ligne offensive des Seahawks de Seattle, Tom Cable, organise un entraînement privé avec Sweezy afin de travailler son jeu de pieds et sa force physique dans le but de le convertir comme lineman offensif, et croit que Sweezy a les capacités de réussir dans la NFL sous sa nouvelle position. Les Seahawks font de Sweezy leur choix avec la 225e sélection lors de la draft. Il retrouve le quarterback Russell Wilson qui a été son coéquipier avec NC State,.
À ses débuts dans la NFL, jouant comme guard gauche, il passe l'essentiel de la saison 2012 comme joueur de relève chez les Seahawks, puis la saison suivante, il devient titulaire régulier et remporte le Super Bowl XLVIII après que les Seahawks aient battu les Broncos de Denver. Il participe pour une deuxième année de suite en grande finale, mais son équipe perd le Super Bowl XLIX face aux Patriots de la Nouvelle-Angleterre.
Le 9 mars 2016, il signe un contrat de 5 ans pour 32,5 millions de dollars avec les Buccaneers de Tampa Bay. Il manque toutefois l'entièreté de la saison 2016 après avoir subi une opération au dos. Il fait ses débuts avec les Buccaneers la saison suivante avant d'être libéré par l'équipe le 29 juin 2018.
Le 1er août 2018, il retourne avec les Seahawks en signant un contrat d'un an. L'année suivante, il rejoint les Cardinals de l'Arizona via un contrat de deux ans.
Il est placé sur la liste des blessés le 17 octobre 2020 avec une blessure au coude et remplacé par Justin Murray. Il est activé le 14 novembre 2020.
Le 2 août 2021, il s'engage avec les Saints de la Nouvelle-Orléans. Il est libéré à la fin du mois d'août.
Le 30 juillet 2022, Sweezy signe un contrat d'un jour avec les Seahawks et se retire du football américain professionnel.